# 한주호
한주호(韓主浩, 1956년 9월 28일 ~ 2010년 3월 30일)는 대한민국의 군인이고 해군 준사관이며 무공훈장 충무장의 수여자이다.

## 생애
1956년 서울에서 출생하였다. 1975년 2월 서울 수도전기공업고등학교 졸업 직후 해군부사관으로 입대하여 내연보통과를 수료하고 호위함 부산함(FFK-959)에 승조하였다. 이듬해 해군 특수전 초급반(UDT/SEAL) 제22차 과정을 수료하고 수중폭파대(UDT)에서 훈련교관, 작전요원 등을 역임하였다. 2000년 해군 준사관 제41기 과정을 수료하고 준위로 임관하였다. 해군 특수전 여단 작전지원대 근무 중이던 2010년 3월 26일 인천광역시 옹진군 백령도 일대를 경비하던 제2함대 소속의 초계함 천안함(PCC-772)이 침몰하자 2010년 3월 27일 소속부대원들과 함께 구조요원으로 참여, 높은 파도와 낮은 수온 등 극한의 환경에서도 실종자를 수색했다. 2010년 3월 30일 잠수 수색활동 중 잠수병으로 실신하여 같은 해역내 미 해군 구조함 살바(SALVOR)함으로 후송돼 응급 처치를 받았지만 순직했다.
그의 유해는 국립대전현충원에 안장되어 있다.

## 업적

### 특수전 요원 양성 활동
35년의 군경력중 19년 6개월을 해군 특수전 교육훈련대 교관으로 재직했다. 한정민을 포함한 해군 특수전 초급반(UDT/SEAL)수료자 절반 이상이 그의 제자이다.

#### 재직 중 방송 출연
2002년 8월 KBS에서 UDT요원이 되기 위한 해군 특수전 초급반 제48기 훈련생도들의 훈련과정을 생생히 담아 보도한 수요기획 "지옥에서 살아오라!"에서 훈련교관으로 등장하기도 했다.

### 특수전 장비 개선 활동
특전요원으로서 활동중 활동,훈련장비의 개선의 필요성을 절감하여  선박 침투습격용 사다리, 저격수 횡이동 표적기, 탄·뇌관 보호상자 등을 개선,제작하였다. 한
준위가 제작한 침투습격용 사다리는 2011년 아덴만 여명 작전에서 큰 도움이 되었다고 한다.

### 폭발물 처리 활동
EOD 요원으로써 유실지뢰 등 각종 폭발물을 처리하는데 활약하였다.

#### 재직 중 방송 출연
부산 태종대에서 발견된 대인지뢰 M16 및 대전차지뢰 폭파해체 및 인터뷰 장면이 2000년 11월 17일자 MBC 뉴스에서 방송되었다.

### 국제 선박 호송 활동
2009년 3월 청해부대 1진(문무대왕함)에 선박검색 요원으로 승조하여 4월17일 덴마크 국적 상선 ‘푸마호’ 구조를 시작으로 8월4일 바하마 국적 선박 ‘노토스 스캔호(3천t급)’ 구조에 이르기까지 총 7차례의 해적선 퇴치 작전에서 활약하였다.

### 천안함 구조 활동
2010년 3월 천안함이 침몰하여 46명의 승조원이 실종되자, 본부의 명령에 따른 구조대 편성에 작전부서가 아닌 작전지원부서(해군 특수전 여단 작전지원대)에 재직중임에도 불구하고 잠수 베테랑으로서 구조임무에 자원하여 편성되었다. 구조 현장에서 53세라는 잠수요원으로서의 노령에 아랑곳하지 않고 주변의 만류에도 불구, 숙련도 낮은 청년 대원이 더 위험할 수 있다는 견해를 피력하여 솔선, 높은 파도, 낮은 수온, 인간의 한계를 넘어선 깊은 침몰 수심 등의 악재에도 쉼없이 거듭된 목숨을 건 잠수수색에 임하였다.

## 사후
순직 직후, 만35년 이상의 군 근속경력자에게 수여되는 보국훈장 '광복장'만이 수여되었지만 그 공로에 비해 부족한 예우라는 여론의 질타가 이어졌고, 결국 충무무공훈장이 추서되었다. 순직자 관련 법규에 따라 소위로 1계급 특진 문제가 거론되었으나 준위는 준사관 중에서 최고의 계급이라 실질적인 위상이나 급여는 소위보다 준위가 높은 관계로 인해 유족의 거부로 무산되었다. 장례는 해군장(5일간)으로 거행하고 유해는 4월 3일 국립대전현충원 장교3묘역에 안장되었다. 한편 2011년3월 30일에는 진해에 업적을 기리는 동상이 세워지기도 했다.
'책임을 다한 숭고한 삶'편의 초등학교 5학년 도덕 교과서에 그 일부가 게재되기도 하였다.

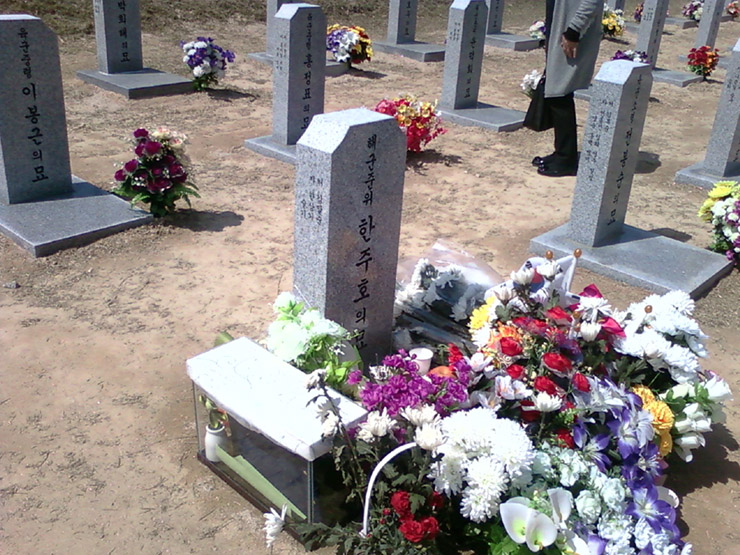
국립대전현충원에 안장된 한주호 준위

## 평판
한주호 준위는 주위 사람들에게는 따뜻한 인격을, 임무에 있어서는 강인한 책임감으로 무장된 아주 훌륭한 군인이었다고 한다.

## 상훈
- 2010년 무공훈장 충무장 - 천안함 수색, 구조 공로.
- 2010년 보국훈장 광복장 - 35년 근속 공로.
- 합동참모회의 의장 표창
- 국방부 장관 표창
- 국무총리 표창

## 경력
- 1975년 2월 수도공업고등학교 졸업. 해군부사관 제36기 입대. 내연 보통과 과정 수료.
- ~1976년 5월 FFK 부산함 내연사.
- 1976년 11월 해군 특수전 초급반(UDT/SEAL) 제22차 과정 수료.
- 1976년 미합중국 해병대 특수전 단기과정 수료.
- ~2010.03 대한민국 해군특수전여단 작전요원, 작전지원 요원, 교육훈련대 교관.
- 2000년 해군 준사관 41기 과정 수료. 준위 임관.
- 2009년 청해부대 제1진 선박검색요원으로 파병

## 유가족
- 아내 김말순
- 장남 한상기 - 예비역 중위(학군 46기), 초등학교 교사.
- 장녀 한슬기

## 같이 보기
- 천안함 침몰 사건
- UDT
- 해군 특수전 여단